# Сухі ліси Чіапаської западини
Сухі ліси Чіапаської западини (ідентифікатор WWF: NT0211) — неотропічний екорегіон тропічних та субтропічних сухих широколистяних лісів, розташований на північному заході Центральної Америки.

## Географія
Екорегіон сухих лісів Чіапаської западини охоплює Чіапаську западину — велику міжгірську западину, що простягається з північного заходу на південний схід через більшу частину мексиканського штату Чіапас та через західну частину гватемальського департаменту Уеуетенанго. Ця западина лежить на висоті 420-800 м над рівнем моря, а навколишні гірські хребти підіймаються на висоту понад 2000 м над рівнем моря. З півночі Чіапаська западина оточена горами Чіапаського нагір'я, які характеризуються дуже стрімкими схилами, а з півдня — горами Сьєрра-Мадре-де-Чіапас, схили яких менш стрімкі, але сильно еродовані. Водні потоки, що стікають з цих гір у Чіапаську западину, впадають у річку Гріхальва, яка тече на захід, прорізаючи каньйон Сумідеро, після чого повертає на північ і впадає у Мексиканську затоку. В екорегіоні переважають неглибокі вапнякові та кам'янисті ґрунти.
У навколишніх горах сухі ліси екорегіону переходять у центральноамериканські сосново-дубові ліси та у вологі ліси Сьєрра-Мадре-де-Чіапасу, а на північному заході Чіапасу — у вологі ліси Петену та Веракрусу.

## Клімат
В межах екорегіону переважає теплий та посушливий саванний клімат (Aw за класифікацією кліматів Кеппена). Оскільки Чіапаська западина лежить у дощовій тіні навколишніх гір, середньорічна кількість опадів тут становить менше 1200 мм, а у найбільш посушливих частинах западини вона може становити менше 800 мм. Більшість опадів випадає під час літнього сезону дощів. Тривалість сухого сезону може становити від 4 до 6 місяців.

## Флора
Основними рослинними угрупованнями є сухі тропічні листяні ліси. Багато дерев у них скидають листя під час тривалого сухого сезону, внаслідок чого зовнішній вигляд лісів різко змінюється між вологим і сухим сезонами. Серед поширених в екорегіоні дерев слід відзначити мексиканське альварадоа (Alvaradoa amorphoides), сітчастий геліокарпус (Heliocarpus terebinthinaceus), гватемальський ясен (Fraxinus purpusii) та двоперисту бурзеру (Bursera bipinnata). Також у лісах регіону зустрічаються розлогі кебрачо (Lysiloma divaricatum), найгарніші цезальпінії (Caesalpinia pulcherrima), бавовняні дерева (Ceiba pentandra), рози-амарілло (Cochlospermum vitifolium), гватемальські дівочі сливи (Comocladia guatemalensis), мексиканські баугінії (Bauhinia divaricata) та різні види бурзер (Bursera spp.). В їх підліску поширені різноманітні кактуси та інші сукуленти.
У каньйонах та інших місцевостях, де переважають більш вологі ґрунти, а також на північному заході екорегіону, у перехідній зоні до вологих лісів Петену і Веракрусу, поширені напівлистяні та напіввічнозелені ліси, лісовий намет в яких розташований на більшій висоті, ніж у сухих лісах. Серед дерев, поширених у цих лісах, слід відзначити великоколосу буціду (Bucida macrostachya), рогату хаую (Hauya elegans subsp. cornuta), високу бурзеру (Bursera excelsa) та дрібнолисту сейбу (Ceiba aesculifolia). На берегах річок ростуть мексиканські болотяні кипариси (Taxodium mucronatum) та різноманітні фікуси (Ficus spp.). У напіввічнозелених лісах екорегіону зустрічається багато трав'янистих рослин та епіфітів.
У центральній і північно-західній частинах екорегіону зустрічаються ділянки саван. В районах, порушених діяльністю людини та надмірним випасом худоби, зустрічаються вторинні луки, на яких росте багато інтродукованих трав, та пальмові гаї.
Загалом флористичне різноманіття та рівень ендемізму в екорегіоні є доволі високими. Тут зустрічається близько 980 видів рослин, зокрема 40 % ендемічних видів рослин, характерних для сухих лісів Мексики.

## Фауна
Серед великих ссавців, поширених в екорегіоні, слід відзначити білохвостого оленя (Odocoileus virginianus), ошийникового пекарі (Dicotyles tajacu) та центральноамериканську коату (Ateles geoffroyi). Раніше в екорегіоні зустрічалися ягуари (Panthera onca) та центральноамериканські тапіри (Tapirus bairdii), однак наразі вони тут вимерли.
Серед дрібних ссавців, поширених у лісах Чіапаської западини, слід відзначити койота (Canis latrans), сіру лисицю (Urocyon cinereoargenteus), білоносу носуху (Nasua narica), американського свинорилого скунса (Conepatus leuconotus), довгохвостого скунса (Mephitis macroura), звичайного ракуна (Procyon lotor), флоридського кролика (Sylvilagus floridanus), низинні паки (Cuniculus paca), мексиканську рудочереву вивірку (Sciurus aureogaster), мексиканського коенду (Coendou mexicanus), віргінського опосума (Didelphis virginiana), південного опосума (Didelphis marsupialis), північного чотириокого опосума (Philander vossi), дев'ятипоясного броненосця (Dasypus novemcinctus), північного тамандуа (Tamandua mexicana), великого плодоїда (Artibeus lituratus), ямайського плодоїда (Artibeus jamaicensis) та звичайного вампіра (Desmodus rotundus). 
Серед поширених в регіоні птахів слід відзначити чубату пенелопу (Penelope purpurascens), білолобу горличку (Leptotila verreauxi), білокрилу зенаїду (Zenaida asiatica), малого ані (Crotophaga sulcirostris), руду таязуру (Morococcyx erythropygus), рудощокого пораке (Nyctidromus albicollis), строкатохвостого колібрі (Tilmatura dupontii), рудокрилу амазилію-берила (Saucerottia beryllina), червонодзьобого колібрі-смарагда (Cynanthus canivetii), біловусого колібрі-ангела (Heliomaster constantii), великодзьобого канюка (Rupornis magnirostris), аргентинську каракару (Caracara plancus), буру сову-лісовика (Strix virgata), рудого сичика-горобця (Glaucidium brasilianum), смугастобоку жовну (Dryocopus lineatus), золотоголову гілу (Melanerpes aurifrons), тропічного тирана (Tyrannus melancholicus), світлогорлого копетона (Myiarchus nuttingi), золотогузого атілу (Attila spadiceus), пітангу-великодзьоба (Megarynchus pitangua), білочеревого віреона (Vireo flavoviridis), білогорлу сойку (Cyanocorax formosus), білощоку комароловку (Polioptila albiloris), тигрового різжака (Campylorhynchus zonatus), садового поплітника (Cantorchilus modestus), коста-риканського поплітника (Thryophilus pleurostictus), сивого пересмішника (Mimus gilvus), бронзового дрозда (Turdus grayi), чагарникову гутураму (Euphonia affinis), блідого чінголо (Peucaea botterii), оливкову риджвею (Arremonops rufivirgatus), вогнистоголового трупіала (Icterus pustulatus), чорногузого трупіала (Icterus wagleri), жовтого кардинала-довбоноса (Pheucticus chrysopeplus) та велику гранателу (Granatellus venustus). Майже ендемічними представниками екорегіону є зеленолобі агиртрії (Ramosomyia viridifrons), сальвадорські колібрі-вилохвости (Doricha enicura) та жовточереві трупіали (Icterus maculialatus).

## Збереження
Більша частина лісів екорегіону була знищена та замінена пасовищами і сільськогосподарськими угіддями, на яких вирощують кукурудзу, боби, арахіс та цукрову тростину, або деградувала та перетворилася на вторинні чагарники, луки і савани. Основними загрозами для збереження природи регіону є вирубка лісів та надмірний випас худоби.
Оцінка 2017 року показала, що 309 км², або 2 % екорегіону, є заповідними територіями. Природоохоронні території включають: Національний парк Каньйон-дель-Сумідеро та Біосферний заповідник Ла-Сепультура в Мексиці.